# Zack und Quack
Zack und Quack (Originaltitel: Zack and Quack, alternativ auch Zack & Quack) ist eine britisch-israelische animierte Zeichentrickserie. Die Ausstrahlung startete in Großbritannien und Irland am 7. Februar 2014, am 5. April 2014 wurde die erste Folge in den USA gesendet, die deutschsprachige Ausstrahlung begann am 5. Mai 2014 auf Nickelodeon. Zielgruppe der Serie sind Kinder im Vorschulalter.

## Handlung
Die Hauptfiguren der Serie sind der kleine Junge Zack und sein bester Freund, die Ente Quack. Sie leben in einem großen Aufklapp-Bilderbuch, dem „spannendsten Pop-Up-Buch der Welt“. Gemeinsam mit dem Nachbarsmädchen Kira, dem Frosch Herr von Quapp (im Original Belly Up), den Eichhörnchen Skip und Hop und dem Igel Puschel (im Original Fluffy) erleben sie verschiedene Abenteuer, die sie durch Umblättern der Buchseiten erreichen.

## Episodenliste
Bisher (Stand Februar 2019) wurden 39 Episoden in drei Staffeln produziert. Jede Episode besteht aus zwei, jeweils etwa 11 Minuten langen Geschichten.

## Synchronisation
Die deutsche Fassung entstand bei der VSI Berlin unter der Dialogregie von Stefan Kaiser.
| Rolle                     | Originaler Synchronsprecher | Deutscher Synchronsprecher |
| ------------------------- | --------------------------- | -------------------------- |
| Zack                      | Thomas Albritton            | Sarah Alles                |
| Kira                      | Madison Hathaway            | Katie Pfleghar             |
| Herr von Quapp (Belly Up) | Colin McFarlane             | Hans-Eckart Eckhardt       |
| Hop                       | Maria May                   | Peggy Pollow               |
| Skip                      | Regan Lutz                  | Maria Hönig                |

Die Angaben der Synchronsprecher beruhen auf den Daten der Deutschen Synchronkartei.

## Rezeption
Zack und Quack wurde von den Kritikern positiv angenommen. Common Sense Media, eine US-amerikanische Organisation, die das Fernsehprogramm vor allem nach kindgerechten und erzieherischen Gesichtspunkten beurteilt, beschreibt die Reihe als „phantasievolle Vorschulserie“ mit einem „einzigartigen Animationsstil“ und betont die „positiven Beispiele von Freundschaft und kreativer Problemlösung“. Die Redaktion von kino.de lobt die Serie für ihre „verblüffenden Geschichten“ und die „sympathischen Protagonisten Zack und Quack“, die durch „Einfallsreichtum und Solidarität“ ein „tolles Vorbild“ für die Zuschauer darstellen.

## Auszeichnungen
Bei den 42. Annie Awards, die im Januar 2015 in Kalifornien verliehen wurden, erhielt Zack und Quack zwei Nominierungen, eine in der Kategorie „Best General Audience Animated TV/Broadcast Production For Preschool Children“, die zweite Nominierung erhielt Art-Direktor Erez Gavish in der Kategorie „Outstanding Achievement, Production Design in an Animated TV/Broadcast Production“.

## Veröffentlichungen
Das Label Edel Germany veröffentlichte seit 2014 mehrere DVDs mit verschiedenen Folgen der Serie, außerdem erschienen mehrere Hörspiel-CDs.